# Стихотворение в прозе

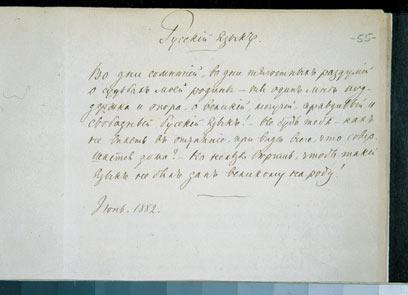
И. С. Тургенев. «Русский язык». Стихотворение в прозе.
Беловой автограф. 1882 год

Стихотворение в прозе (фр. Poème en prose, petit poème en prose) — литературная форма, в которой прозаический (не осложнённый, как в стихе, дополнительной ритмической организацией) принцип развёртывания речи сочетается с относительной краткостью и лирическим пафосом, свойственными поэзии. Повествовательное начало в этой форме зачастую ослаблено, а внимание к языковой, выразительной стороне текста, в том числе к образности и собственно прозаическому ритму — повышено. При дальнейшем повышении ритмической упорядоченности текста, выходящей за пределы речевой нормы, возникают такие смежные со стихотворением в прозе формы, как версэ и ритмическая проза (в русской традиции ассоциирующаяся, прежде всего, с именем Андрея Белого); по другую сторону стихотворения в прозе лежат сверхкраткие прозаические жанры (в частности, афоризм). Не следует путать стихотворение в прозе со свободным стихом (верлибром), ритмическая структура которого однозначно задана стихоразделами.

## История формы
Как правило, рождение жанра стихотворений в прозе связывают с Францией и романтизмом, его началом считают книгу миниатюр поэта-романтика Алоизиюса Бертрана «Гаспар из Тьмы. Фантазии в манере Рембрандта и Калло» (1842). Становление стихотворений в прозе стоит связывать с распадом классицистской эстетики и художественными поисками новых форм выражения образов и чувств, не вмещающихся в классицистский канон — прежде всего, переживаний самостоятельной личности, проявлений «нового героизма повседневности» (Бодлер), интереса к чужому, необычному, странному. В более конкретном плане, на становление жанра повлияли прозаические переводы экзотической поэзии или их мистификации у ранних романтиков: таковы французские, а потом и другие переложения «Поэм Оссиана» Дж. Макферсона (1760—1763, переводы появились позже), таковы «Мадагаскарские песни» Эвариста Парни (1787), позднее — «Гузла» Проспера Мериме (1827). В этом контексте складываются и осознаются как новый жанр первые пробы стихотворений в прозе у «малых романтиков» во Франции — поэмы «Амеде» Жюля Барбе д’Оревильи (1833, опубл. 1889), «Кентавр» и «Вакханка» Мориса де Герена (1838), «Гаспар из тьмы» Бертрана, «Книга прогуливающегося» Жюля Лефевра-Дёмье (1854) и др. Их находки становятся толчком для поисков Бодлера, который даёт жанру собственное имя и порождает впечатляющий пример своими «Стихотворениями в прозе» (1855—1864, по мере появления публиковались в периодике).
Тургенев в его «Стихотворениях в прозе» (1882, начало работы — 1876) опирается на эту богатую традицию. Его перу принадлежит самое знаменитое русское стихотворение в прозе — «Русский язык», которое раньше учили в советских (и учат в российских) школах наизусть. Оно даже было признано самым коротким произведением русской классики (всего три предложения).

Во дни сомнений, во дни тягостных раздумий о судьбах моей родины, — ты один мне поддержка и опора, о великий, могучий, правдивый и свободный русский язык! Не будь тебя — как не впасть в отчаяние при виде всего, что совершается дома? Но нельзя верить, чтобы такой язык не был дан великому народу!

 

Июнь, 1882

Примерно в это же время к жанру стихотворений в прозе обращается в Германии Детлев фон Лилиенкрон («Поездки адъютанта и другие стихотворения», 1883). Блестящие образцы жанра создают в 1860—1880-х годах французские символисты и проклятые поэты — Малларме, Рембо, Лотреамон, Шарль Кро и др.
В России линию Тургенева (впрочем, специалисты отмечают, что отдельные образцы формы встречаются и до него — в частности, у Фёдора Глинки и Николая Станкевича) продолжил Иннокентий Анненский; своеобразные опыты в этом жанре оставили Елена Гуро и Василий Кандинский. В советский период русской литературы интерес к стихотворению в прозе начал расти с 1960-х гг. благодаря произведениям Фёдора Абрамова. В неподцензурной русской литературе в это же время различные вариации стихотворения в прозе развивали такие авторы, как Вадим Козовой, Генрих Сапгир, Леон Богданов.
Во французской традиции поэтическая практика авангарда первой трети XX в. (кубизм, дадаизм, сюрреализм) в значительной мере стёрла в глазах поэтов и читателей жёсткую границу поэзии и прозы — видимо, одним из последних примеров осмысления лирической миниатюры именно как стихотворения в прозе можно считать одноимённую книгу Пьера Реверди (фр. Poèmes en prose; 1915). В дальнейшем лирическая миниатюра этого рода заняла место в системе поэтических форм, и такие поэты, как Макс Жакоб, Анри Мишо, Рене Шар, Франсис Понж, а за ними — Ив Бонфуа, Жак Дюпен, Филипп Жакоте, Мишель Деги и др., никак не отделяют свои «стихотворения в прозе» от «просто» стихотворений.

## Публикации на русском языке
- Бертран А. Гаспар из Тьмы. М.: Наука, 1981 (в Дополнениях приведены образцы стихотворений в прозе Э.Парни, Ш.Бодлера, Т.де Банвиля, Лотреамона, А.Рембо, Ш.Кро, С.Малларме)
- Поэзия Франции. Век XIX. М.: Художественная литература, 1985
- Поэзия французского символизма. М.: Изд-во Московского университета, 1993
- Очень короткие тексты, — в сторону антологии.  — М.: НЛО, 2000, — (В сторону лирики и стихотворения в прозе)

## Исследовательская литература
- Moreau P. La tradition française du poème en prose avant Baudelaire. Paris: Lettres Modernes, 1959
- Bernard S. Le poème en prose de Baudelaire jusqu'à nos jours. Paris: Nizet, 1959 (переизд. 1988)
- Parent M. Saint-John Perse et quelques devanciers: études sur le poème en prose. Paris: C. Klincksieck, 1960
- Kisseleva A. Das Prosagedicht und die allgemeine Theorie der literatischen Gattungen. Stuttgart: Ak. Heinz Verl., 2007.
- Nies F. Poesie in prosaischer Welt. Untersuchungen zum Prosagedicht bei Aloisius Bertrand und Baudelaire. Heidelberg: C.Winter, 1964
- Vadé Y. Le poème en prose et ses territoires. Paris : Belin, 1996.
- Bonenfant L., Dumont F. Situations du poème en prose au Québec. Montréal: Presses de l’Université de Montréal, 2003.
- Балашов Н. И. Алоизиюс Бертран и рождение стихотворения в прозе // Бертран А. Op.cit., с.235-295
- Гаспаров М. Л. Стихотворение в прозе // Литературная энциклопедия терминов и понятий. М.: Интелвак, 2001, с.1039.